# برابشبو
برابشبو قرية تتبع ناحية البهلولية في منطقة اللاذقية في محافظة اللاذقية.